# Auge (Ardennes)
Auge je francouzská obec v departementu Ardensko v regionu Grand Est. Žije zde 58 obyvatel.

## Poloha obce
Obec leží  na severozápadě departementu Ardensko u hranic s departementem Aisne, tedy i u hranic regionu Grand Est s regionem Hauts-de-France.

### Sousední obce
| Růžice kompasu |                            | Fligny             | Tarzy   | Růžice kompasu |
| Růžice kompasu | Logny-lès-Aubenton (Aisne) | Sever              |         | Růžice kompasu |
| Růžice kompasu | Logny-lès-Aubenton (Aisne) | Auge               |         | Růžice kompasu |
| Růžice kompasu | Logny-lès-Aubenton (Aisne) | Jih                |         | Růžice kompasu |
| Růžice kompasu |                            | Bossus-lès-Rumigny | Antheny | Růžice kompasu |